# Registrazione analogica
La registrazione analogica è una tecnica di registrazione di dati che prevede la cattura di un segnale analogico che fra le tante caratteristiche comprende informazioni su frequenza audio, audio analogico e video analogico per un successivo ascolto e/o visione.

## Storia
La prima dimostrazione ad aver avuto successo di registrazione analogica di segnali audio venne fatta da Thomas Alva Edison. La prima registrazione analogica video di immagini in movimento fu quella dei Fratelli Lumiere.

## Descrizione
L'audio analogico o il video analogico sono  costituiti da onde continue che debbono essere convertite in una sequenza di numeri discreti, rappresentante il cambiamento nel tempo della pressione sonora per l'audio e del cromatismo e della luminanza per il video.
Il metodo della registrazione analogica consente l'inserimento di segnali sotto forma di onde. Queste possono essere registrate fisicamente su un registratore fonografico o una fluttuazione del field strength in un registratore magnetico. Questa è diversa dalla registrazione digitale nella quale possono essere inseriti audio digitale e video digitale, i cui segnali digitali sono rappresentati da dati o numeri discreti.

## Tecnologie e strumenti

### Audio
- Registratore a nastro a bobine o utilizzando delle Compact Cassette
- Disco in vinile

### Video
- 2 pollici Quadruplex (2")
- Videoregistratore (VCR)